# Vectorziekte
Een vectorziekte is een ziekte die voor de verspreiding voor een deel of volledig afhankelijk is van vectoren zoals muggen en vliegen en parasieten als teken en vlooien. 
Vectoren kan men onderverdelen in biologische vectoren en mechanische vectoren. Biologische vectoren zijn vectoren waarin de ziekteverwekker zich kan voortplanten (zoals dieren en planten), mechanische vectoren zijn vectoren waarin de ziekteverwekker beperkte tijd kan overleven en zich niet kan voortplanten (niet levende zaken als naalden, water en voedsel). Bekende vectorziekten zijn malaria, riftdalkoorts, lymeziekte, ziekte van Chagas en ook blauwtong.